# Нёт
Нёт — река в Аяно-Майском районе Хабаровского края, Россия, правый приток Северного Уя. Длина реки — 224 км, площадь водосборного бассейна — 3940 км².
Начинается на высоте более 762 м над уровня моря в центральной части хребта Джугджур, стекая с восточного склона горы Заоблачной, почти на границе с Охотским районом. В верховьях течёт сначала в западном направлении, затем поворачивает на юго-запад. Берега участками заболочены. Впадает в Северный Уй несколькими рукавами по правому берегу на высоте ниже 404 м над уровнем моря выше впадения Челасина. В нижнем течении ширина русла достигает 70 м при глубине 0,8 м, скорость течения — 1,2 м/с.

## Основные притоки
Указаны поименованные притоки длиной 20 км и более
| Название         | Расстояние от устья | Длина | Положение |
| ---------------- | ------------------- | ----- | --------- |
| Золанар          | 26                  | 21    | левый     |
| Айля             | 85                  | 34    | правый    |
| Атаньджа         | 93                  | 29    | левый     |
| Маямкан          | 104                 | 20    | правый    |
| Средняя Атаньджа | 107                 | 23    | левый     |
| Холбондьо        | 144                 | 28    | правый    |
| Чекиликян        | 147                 | 29    | левый     |
| Себикинче        | 153                 | 25    | левый     |
| Немчин           | 160                 | 36    | левый     |
| Сокутче          | 167                 | 26    | правый    |
| Хотондё          | 186                 | 22    | левый     |
| Унандя           | 192                 | 20    | левый     |

## Данные водного реестра
По данным государственного водного реестра России относится к Ленскому бассейновому округу, речной бассейн реки — Лена, речной подбассейн реки — Алдан, водохозяйственный участок реки — Мая от истока до водомерного поста села Аим.
Код объекта в государственном водном реестре — 18030600512117300025096.